# Caenoprosopon nigrovittatum
Caenoprosopon nigrovittatum är en tvåvingeart som först beskrevs av Ferguson och Hill 1920.  Caenoprosopon nigrovittatum ingår i släktet Caenoprosopon och familjen bromsar. Inga underarter finns listade i Catalogue of Life.